# 三須和泰
三須 和泰 （みす かずやす、1957年2月28日 - ）は、日本の実業家。カンロ代表取締役社長、全日本菓子工業協同組合連合会副理事長等を経て、ひらまつ代表取締役社長、日本ホッケー協会会長。

## 人物・来歴
静岡県出身。静岡県立沼津東高等学校在学中からホッケー部に入り、一橋大学では陸上ホッケー部の主将を務めた。蓼沼宏一元一橋大学学長は部の後輩。
1979年一橋大学商学部卒業、三菱商事入社。2011年同社執行役員。三菱商事在籍中は、コカ・コーラ セントラル ジャパン取締役や、菱食取締役、明治屋商事取締役、FSN取締役、米久取締役も兼務した。
2016年からカンロ代表取締役社長を務め、全日本菓子工業協同組合連合会副理事長、全日本菓子協会常務理事なども兼務。
この間、2015年から一橋クラブマスターズ監督も務め、2022年には日本ホッケー協会会長に就任。2023年ひらまつ取締役。2024年ひらまつ代表取締役社長。

## テレビ番組
- 日経スペシャル カンブリア宮殿 万能調味料から特保まで 小さな一粒から無限のビジネス展開（2020年10月29日、テレビ東京）- カンロ社長 三須和泰出演[12]。